# Bài thơ Đông – Tây
Bài thơ Đông – Tây (tiếng Anh: The Ballad of East and West) (tên bản dịch tiếng Việt của Nguyễn Viết Thắng) là một bài thơ của nhà thơ Anh, Rudyard Kipling (giải Nobel Văn học năm 1907). Bài thơ này in lần đầu ở tạp chí MacMillan's (MacMillan’s Magazine), tháng 12-1889, sau đó in trong tập thơ Barrack – Room Ballads, 1892. Bài thơ Đông – Tây thường được chọn vào các tuyển tập thơ và được đưa vào các chương trình giảng dạy ở trường phổ thông cũng như Đại học của rất nhiều nước trên thế giới.

## Tóm lược nội dung
Câu chuyện trong bài thơ dựa trên thực tế ở vùng biên giới tây-bắc Ấn Độ thuộc Anh (khi đó còn bao gồm cả Pakistan và Bangladesh). Ấn Độ là một trong những nền văn văn minh đầu tiên của loài người. Ở đây có một sự va chạm và tiếp xúc giữa hai nền văn hoá Đông – Tây. Đây cũng là một vấn đề lớn của thế giới hiện đại. Cho đến bây giờ chưa có ai có thể nói chính xác rằng Đông – Tây đã hội nhập đến mức nào, đã gặp gỡ đến đâu nhưng hễ có vấn đề gì là người ta lại thích trích dẫn Kipling: "Đông là Đông, Tây là Tây, Đông và Tây không bao giờ gặp gỡ". Tuy nhiên khi trích dẫn câu đầu của bài thơ, người ta thường không để ý đến câu 3 và câu 4 của khổ thơ đầu nên thường là chưa hiểu hết (hoặc cố ý không hiểu hết) tư tưởng của Kipling. Phần tiếp theo của bài thơ là câu chuyện kể về cuộc đụng độ giữa một thủ lĩnh người bản xứ với con trai một đại tá thực dân. Cuộc đụng độ đã kết thúc bằng sự hoà giải và kết nghĩa anh em giữa "hai người đàn ông lực lưỡng". Và bài thơ kết thúc với việc lặp lại khổ thơ đầu...
Bài thơ này đã được dịch ra tiếng Việt, in trong cuốn Các nhà thơ giải Nobel, Nhà xuất bản Lao động, Hà Nội, 2007.

## Nội dung bài thơ
Bài thơ Đông - Tây
 
Ô, Đông là Đông, Tây là Tây, Đông và Tây không bao giờ gặp gỡ
Cho đến một khi Đất và Trời chưa về ngày phán xử
Nhưng sẽ chẳng có Đông và Tây, không quê hương, bộ tộc, giống nòi
Khi hai người đàn ông lực lưỡng từ đường biên mặt đối mặt không thôi.
 
Kamal cùng với hai mươi người chạy ra vùng đường biên nổi loạn
Trộm con ngựa cái của ngài đại tá - con ngựa của ngài là niềm kiêu hãnh.
Kamal bắt con ngựa từ trong chuồng giữa buổi hoàng hôn
Quay những móng sắt dưới chân, nhảy lên ngựa phóng ra đường.
Khi đó con trai ngài đại tá kêu lên – chàng là đội trưởng:
"Chẳng lẽ mọi người không có ai biết ở đâu tên kẻ trộm?"
Thì Mohammed Khan, con trai của Ressaldar nói rằng:
"Nếu có ai biết con đường trong sương thì biết nơi hắn dừng chân.
Hắn phóng về Abazai  buổi hoàng hôn rồi về Bonair đó
Phải đi qua Fort Bukloh, đường khác không hề có.
Và nếu ông đi qua Fort Bukloh thì ngựa phóng còn nhanh hơn cả chim bay
Chúa phù hộ cho ông thì đuổi kịp nó ở khe núi Jagai.
Nhưng nếu như nó đã đi qua khe núi Jagai thì hãy quay về ngay lập tức
Ở đó nguy hiểm vô cùng, người của Kamal đông nghịt.
Bên phải là vách đá, bên trái cũng là vách đá và những bụi gai
Nghe sột soạt tiếng vũ khí nhưng chẳng nhìn thấy người".
Thế là vội vàng lấy con ngựa ô của mình – con trai ngài đại tá
Như cái miệng của chuông, địa ngục trong tim và cái đầu như giá treo cổ.
Con trai ngài đại tá phóng về Fort và người ta gọi chàng dừng chân
Nhưng ai đuổi theo kẻ trộm, người ấy nghỉ không cần.
Chàng phóng về Fort Bukloh, như chim bay, ngựa lướt
Một khi chưa thấy con ngựa của cha ở hẻm núi Jagai lòng chưa yên được
Một khi chưa thấy con ngựa của cha và Kamal cưỡi trên lưng
Và khi nhìn thấy tròng mắt của nó chàng rút súng, bật khoá nòng
Chàng bắn một phát, bắn hai phát, và đạn réo lên trong bụi
"Bắn như lính xem nào, ta xem mày đi ra sao" – Kamal nói.
Từ hẻm núi Jagai một bầy quỷ bụi bay ra
Con ngựa ô bay như hươu nhưng ngựa cái như con sa-moa
Con ngựa ô cắn vào cái hàm thiếc và ngựa ô thở dốc
Nhưng ngựa cái lướt nhẹ nhàng như cô gái khoe đôi tất
Bên phải là vách đá, bên trái cũng lại là vách đá và những bụi gai
Ba lần rút súng lên khoá nòng nhưng chẳng nhìn thấy ai người
Mảnh trăng non bị xua khỏi bầu trời và bình minh đánh vào móng guốc
Ngựa ô như con bò bị thương, còn ngựa cái như con đama nhẹ nhàng bay lướt
Ngựa ô vấp vào đống đá bên đường và rơi tõm xuống sông
Kamal dừng ngựa của mình, quay lại kéo người cưỡi ngựa lên
Và lấy khẩu súng từ tay chàng trai - đây không phải là lúc tranh đấu
"Tao quá tốt với mày – Kamal kêu lên – mày đuổi theo tao chậm quá.
Ở đây hai mươi dặm không tìm ra vách đá và chẳng có bụi cây nào
Nhưng nếu quỳ gối đầu hàng thì người của ta chẳng giết mày đâu.
Nếu tay ta nâng dây cương lên rồi đột nhiên ta hạ
Thì bầy chó rừng sẽ tiệc tùng đêm nay rất vui vẻ
Và nếu ta cúi đầu trên ngực rồi ta lại ngẩng cao đầu
Thì bầy diều hâu sẽ ăn no, không nhấc nổi cánh bay đi đâu"
Con trai ngài đại tá trả lời nhẹ nhàng: "Sẽ làm mồi cho chim và thú
Nhưng ngươi hãy tính xem, cái giá cho bữa tiệc kia ngươi phải trả
Nếu cả một nghìn tay kiếm sẽ đến đây để lấy xương ta về
Thì không chừng kẻ ăn trộm ngựa sẽ phải trả nhiều hơn kia.
Ngựa của họ sẽ giẫm nát mùa màng, họ sẽ thu hết thóc
Họ đốt hết những mái nhà tranh, sẽ giết cho không còn gia súc
Hãy nghĩ xem, với ngươi chẳng đáng gì, nhưng anh em sẽ không còn lại gì đâu
Chó và chim cũng một loài – cứ gọi chó với diều hâu
Nhưng nếu cái giá quá cao, anh em, mùa màng, gia súc
Thì trả lại con ngựa cái cho ta, đường quay lại ta tìm được".
Kamal nắm bàn tay chàng trai và bốn mắt nhìn vào
"Đừng nói gì về chó, khi chó sói và chó sói gặp nhau
Dù đồ ăn thú vật cho ta, nếu ta làm cho mày điều ác
Ta không ngăn, nếu mày thích đùa cợt cùng cái chết".
Con trai ngài đại tá trả lời: "Ta giữ danh dự của ta
Tặng con ngựa cái cho mày để đi cùng với ngựa ô".
Con ngựa cái chạy đến bên người chủ, chúi mũi vào trong ngực
"Ta là hai thằng đàn ông lực lưỡng- Kamal nói – mà nó yêu người trẻ nhất
Thì cứ để nó mang đi món quà tên trộm – dây cương có ngọc lam
Đôi bàn xỏ chân bằng bạc và cả chắn ngựa, yên cương".
Con trai ngài đại tá rút súng và trao cho Kamal khẩu súng:
"Ông lấy một của kẻ thù – còn cái này là trao cho ông người bạn".
Kamal nói chân thành: "Máu trả bằng máu, quà sẽ trả bằng quà
Bố anh phái con trai đuổi theo ta, bây giờ ta gửi con trai của mình về với ông ta".
Nói rồi Kamal huýt gió gọi con trai của mình từ vách núi đá
Và cậu con trai chạy như con nai rừng, có mặt ngay tại chỗ
"Bây giờ, đây là người chủ của con – anh ta là lính Hoàng gia
Con sẽ là tấm lá chắn chở che, là cánh tay trái của anh ta
Cho đến một ngày cha còn hoặc là cái chết kia chưa đến
Thì cuộc đời của con hãy gắn bó với người đội trưởng
Và con sẽ ăn cơm của Nữ hoàng, kẻ thù của Người là kẻ thù của con.
Và sẽ dẹp ổ loạn của cha để giữ gìn yên ổn đường biên
Và con sẽ là người lính trung thành, vinh quang con có được
Có thể người ta thăng chức tước cho con, còn cho cha roi vọt".
Họ cùng nhìn vào mắt nhau và cảm thấy run run
Rồi họ mang muối với bánh mì để cùng hẹn ước, thề nguyền
Họ thề với nhau kết nghĩa anh em rồi cùng khắc lên trên vạt đất
Họ khắc trên cán gươm tên Chúa Trời của những điều kì diệu nhất.
Rồi con trai ngài đại tá cưỡi ngựa cái, con trai Kamal cưỡi ngựa ô
Cùng phóng về nơi trước đây đến chỉ một người – Fort Bukloh.
Và khi đến gần trại lính thì họ gặp một rừng lửa gươm sáng chói
Ai cũng muốn con dao của mình nhuốm đầy máu người dân miền núi.
"Dừng lại – con trai ngài đại tá kêu lên – dừng lại, bỏ vũ khí xuống ngay!
Đêm qua ta đuổi theo thằng kẻ trộm đường biên và ta dẫn về một chiến hữu đêm này!"
 
Ô, Đông là Đông, Tây là Tây, Đông và Tây không bao giờ gặp gỡ
Cho đến một khi Đất và Trời chưa về ngày phán xử
Nhưng sẽ chẳng có Đông và Tây, không quê hương, bộ tộc, giống nòi
Khi hai người đàn ông lực lưỡng từ đường biên mặt đối mặt không thôi.
 
The ballad of East and West
 
Oh, East is East, and West is West, and never the twain shall meet,
Till Earth and Sky stand presently at God's great Judgment Seat;
But there is neither East nor West, Border, nor Breed, nor Birth,
When two strong men stand face to face, tho' they come from the ends of the earth!
 
Kamal is out with twenty men to raise the Border side,
And he has lifted the Colonel's mare that is the Colonel's pride:
He has lifted her out of the stable-door between the dawn and the day,
And turned the calkins upon her feet, and ridden her far away.
Then up and spoke the Colonel's son that led a troop of the Guides:
'Is there never a man of all my men can say where Kamal hides?'
Then up and spoke Mahommed Khan, the son of the Ressaldar,
'If ye know the track of the morning-mist, ye know where his pickets are.
'At dusk he harries the Abazai--at dawn he is into Bonair,
'But he must go by Fort Bukloh to his own place to fare,
'So if ye gallop to Fort Bukloh as fast as a bird can fly,
'By the favour of God ye may cut him off ere he win to the Tongue of Jagai,
'But if he be passed the Tongue of Jagai, right swiftly turn ye then,
'For the length and the breadth of that grisly plain is sown with Kamal's men.
There is rock to the left, and rock to the right, and low lean thorn between,
'And ye may hear a breech-bolt snick where never a man is seen.'
The Colonel's son has taken a horse, and a raw rough dun was he,
With the mouth of a bell and the heart of Hell, and the head of the gallows-tree.
The Colonel's son to the Fort has won, they bid him stay to eat--
Who rides at the tail of a Border thief, he sits not long at his meat.
He's up and away from Fort Bukloh as fast as he can fly,
Till he was aware of his father's mare in the gut of the Tongue of Jagai,
Till he was aware of his father's mare with Kamal upon her back,
And when he could spy the white of her eye, he made the pistol crack.
He has fired once, he has fired twice, but the whistling ball went wide.
'Ye shoot like a soldier,' Kamal said. 'Show now if ye can ride.'
It's up and over the Tongue of Jagai, as blown dust-devils go,
The dun he fled like a stag of ten, but the mare like a barren doe.
The dun he leaned against the bit and slugged his head above,
But the red mare played with the snaffle-bars, as a maiden plays with a glove.
There was rock to the left and rock to the right, and low lean thorn between,
And thrice he heard a breech-bolt snick tho' never a man was seen.
They have ridden the low moon out of the sky, their hoofs dmm up the dawn,
The dun he went like a wounded bull, but the mare like a new-roused fawn.
The dun he fell at a water-course--in a woful heap fell he,
And Kamal has turned the red mare back, and pulled the rider free.
He has knocked the pistol out of his hand--small room was there to strive,
Twas only by favour of mine,' quoth he, 'ye rode so long alive:
'There was not a rock for twenty mile, there was not a clump of tree,
'But covered a man of my own men with his rifle cocked on his knee.
'If I had raised my bridle-hand, as I have held it low,
'The little jackals that flee so fast, were feasting all in a row:
'If I had bowed my head on my breast, as I have held it high,
'The kite that whistles above us now were gorged till she could not fly.'
Lightly answered the Colonel's son:--'Do good to bird and beast,
'But count who come for the broken meats before thou makest a feast.
'If there should follow a thousand swords to carry my bones away,
'Belike the price of a jackal's meal were more than a thief could pay.
'They will feed their horse on the standing crop, their men on the garnered grain,
'The thatch of the byres will serve their fires when all the cattle are slain.
'But if thou thinkest the price be fair,--thy brethren wait to sup,
'The hound is kin to the jackal-spawn,--howl, dog, and call them up!
'And if thou thinkest the price be high, in steer and gear and stack,
'Give me my father's mare again, and I'll fight my own way back!'
Kamal has gripped him by the hand and set him upon his feet.
'No talk shall be of dogs,' said he, 'when wolf and grey wolf meet.
'May I eat dirt if thou hast hurt of me in deed or breath;
'What dam of lances brought thee forth to jest at the dawn with Death?'
Lightly answered the Colonel's son: 'I hold by the blood of my clan:
'Take up the mare for my father's gift--by God, she has carried a man!'
The red mare ran to the Colonel's son, and nuzzled against his breast,
'We be two strong men,' said Kamal then, 'but she loveth the younger best.
'So she shall go with a lifter's dower, my turquoise-studded rein,
'My broidered saddle and saddle-cloth, and silver stirrups twain.'
The Colonel's son a pistol drew and held it muzzle-end,
'Ye have taken the one from a foe,' said he; 'will ye take the mate from a friend?'
'A gift for a gift,' said Kamal straight; 'a limb for the risk of a limb.
'Thy father has sent his son to me, I'll send my son to him!'
With that he whistled his only son, that dropped from a mountain-crest--
He trod the ling like a buck in spring, and he looked like a lance in rest.
'Now here is thy master,' Kamal said, 'who leads a troop of the Guides,
'And thou must ride at his left side as shield on shoulder rides.
'Till Death or I cut loose the tie, at camp and board and bed,
'Thy life is his--thy fate it is to guard him with thy head.
'So thou must eat the White Queen's meat, and all her foes are thine,
'And thou must harry thy father's hold for the peace of the Border-line,
'And thou must make a trooper tough and hack thy way to power--
'Belike they will raise thee to Ressaldar when I am hanged in Peshawur.'
They have looked each other between the eyes, and there they found no fault,
They have taken the Oath of the Brother-in-Blood on leavened bread and salt:
They have taken the Oath of the Brother-in-Blood on fire and fresh-cut sod,
On the hilt and the haft of the Khyber knife, and the Wondrous Names of God.
The Colonel's son he rides the mare and Kamal's boy the dun,
And two have come back to Fort Bukloh where there went forth but one.
And when they drew to the Quarter-Guard, full twenty swords flew clear--
There was not a man but carried his feud with the blood of the mountaineer.
'Ha' done! ha' done!' said the Colonel's son. 'Put up the steel at your sides!
Last night ye had struck at a Border thief--tonight 'tis a man of the Guides!'
 
Oh, East is East, and West is West, and never the two shall meet,
Till Earth and Sky stand presently at God's great Judgment Seat;
But there is neither East nor West, Border, nor Breed, nor Birth,
When two strong men standface to face, tho' they come from the ends of the earth.